# Cirrhochrista etiennei
Cirrhochrista etiennei là một loài bướm đêm trong họ Crambidae.